# جون بيل (لاعب كريكت)
جون بيل (18 يناير 1949 في المملكة المتحدة - ) (بالإنجليزية: John Bell)‏ هو لاعب كريكت أسترالي. لعب مع فريق تسمانيا للكريكت وفريق كوينسلاند للكريكت ‏.

## وصلات خارجية
- جون بيل (لاعب كريكت) على موقع إي آس بي آن كريك إنفو (الإنجليزية)